# Отрадное (Полтавская область)
Отрадное (укр. Відрадне) — село,
Тополевский сельский совет,
Гребёнковский район,
Полтавская область,
Украина.
Код КОАТУУ — 5320886202. Население по переписи 2001 года составляло 202 человека.

## Географическое положение
Село Отрадное находится между реками Гнилая Оржица (4 км) и Слепород (6 км).

## История
- ? — основано как хутор Ивановка.
- 1924 — переименовано в село Отрадное.